# Dean Karlan

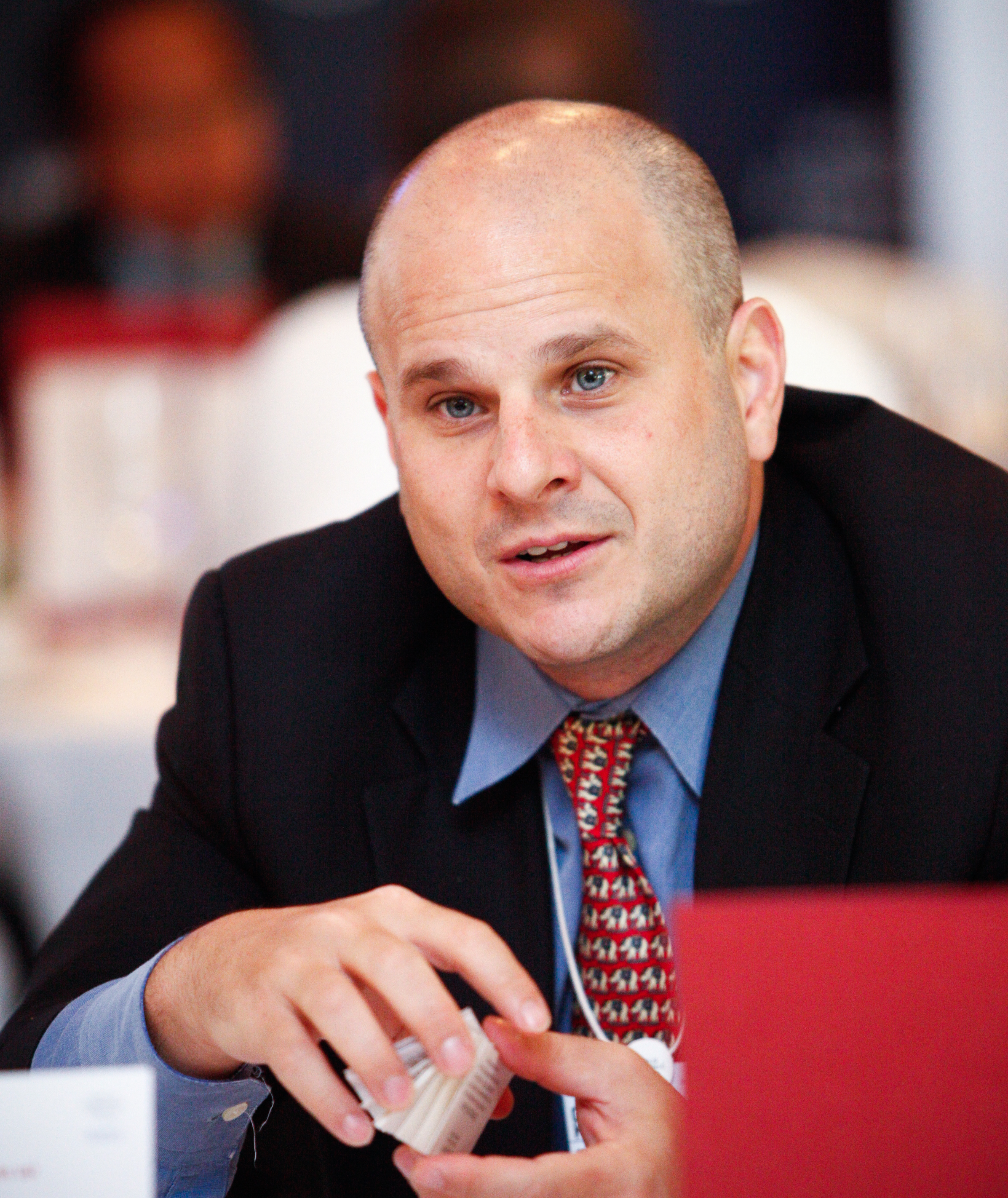
Dean Karlan auf dem World Economic Forum 2011.

Dean Karlan ist ein US-amerikanischer Ökonom, der Professor für VWL an der Yale University ist und dessen Forschungsschwerpunkte in den Bereichen Entwicklungsökonomik, Verhaltensökonomik, Politische Ökonomie und wirtschaftswissenschaftliche Feldversuche liegen. Er ist einer der Mitgründer der Unternehmen stickK und iCademy sowie der Organisationen Innovations for Poverty Action (IPA) und Financial Access Initiative.

## Ausbildung
Dean Karlan besuchte die University of Virginia, an welcher er Foreign Affairs mit Lateinamerika als Schwerpunkt studierte und von der er 1990 einen B.A. erhielt. Während eines Teils seines Grundstudiums arbeitete Karlan für ein Textilunternehmen, welches Knüpfbatik-Produkte für Kleinhändler in Südflorida herstellte. Produkte in Südflorida verkauft wurden. Danach studierte Karlan an der Harris Graduate School of Public Policy sowie an der Graduate School of Business der University of Chicago, die ihm beide 1997 jeweils einen M.P.P. und einen M.B.A. verliehen, letzteren mit Auszeichnung. Im Anschluss an seine Masterstudien gründete Karlan iCademy, Inc., ein 2001 aufgelöstes Unternehmen für Bildungsprogramme im Internet. Hiernach wechselte Karlan an das Massachusetts Institute of Technology (M.I.T), wo er Entwicklungsökonomik und Öffentliche Finanzwissenschaft studierte. 2002 wurde ihm für seine Dissertation mit dem Titel "Soziales Kapital und Mikrofinanz" (Social Capital and Microfinance) vom M.I.T ein Ph.D. verliehen.

## Beruflicher Werdegang
Nach dem Erhalt seines Ph.D. verließ Karlan das MIT und nahm eine Stelle als Assistant Professor für VWL und Internationale Beziehungen an der Princeton University an, wo er bis 2005 blieb. Gleichzeitig war Karlan von 2002 bis jeweils 2005 und 2006 Berater für die Asian Development Bank und die Weltbank. Nachdem er bereits 2004 als Gastprofessor für VWL und Management an der Yale University gearbeitet hatte, wurde Karlan 2005 nach einem weiteren Wechsel an die Yale University Assistant Professor für VWL, bevor er 2008 zum vollwertigen Professor für VWL befördert wurde. 2006 gründete Karlan gemeinsam mit Jonathan Morduch und Sendhil Mullainathan die Financial Access Initiative (FAI), ein Forschungszentrum, welches erforscht, wie Finanzdienstleistungen besser die Bedürfnisse von armen Haushalten erfüllen und die Leben armer Menschen verbessern könnten, und dessen Co-Direktor er bis 2010 war. Ein Jahr später gründete Karlan mit Ian Ayres und Jordan Goldberg Stickk, ein Unternehmen, welches Benutzern die Möglichkeit bietet Selbstverpflichtungsverträge abzuschließen.
Darüber hinaus ist Karlan seit 2003 ein Research Affiliate bei GRADE-Peru und ein Research Fellow am Abdul Latif Jameel Poverty Action Lab (J-PAL) des M.I.T, wo er 2010 Vorstandsmitglied und Co-Direktor für den Bereich Finanzprogramm wurde. Im Jahr 2006 wurde er des Weiteren ein Research Affiliate des Development Economics Group des Center for Economic and Policy Research (CEPR) und ein Non-Resident Fellow am Center for Global Development.

## Forschung
Gemäß der wirtschaftswissenschaftlichen Publikationsdatenbank IDEAS gehört Dean Karlan im Gesamtranking zu den 3 % der forschungsstärksten Ökonomen (Rang 743). Auch unter Kriterien wie "Anzahl an Publikationen" oder "Anzahl an Zitaten" gehört Karlan deutlich zu den besten 5 % der in der Datenbank erfassten Ökonomen. Der am meisten zitierteste Artikel Karlans trägt den Titel Tying Odysseus to the Mast: Evidence from a Commitment Savings Product in the Philippines (2006) und wurde zusammen mit Nava Ashraf und Wesley Yin verfasst. In diesem Artikel untersuchen Ashraf, Karlan und Yin die Wirkung einer Verpflichtungssparkonten in den Philippinen, wozu sie die Methodik einer randomisierten kontrollierten Studie verwendeten. Das Experiment ergab, dass jene Teilnehmer aus der Gruppe mit zins- und kostenfreien Sparkonten am Ende der Testperiode um 82 % höhere Ersparnisse als Teilnehmer aus der selbstverpflichteten Kontrollgruppe hatten, was auf einen hohen Wirkungsgrad von Verpflichtungssparkonten hinweist.
Des Weiteren arbeitet Kaplan als Redakteur für die wirtschaftswissenschaftlichen Fachzeitschriften American Economic Journal: Applied Economics, Journal of Globalization and Development, Quantitative Economics, Journal of Economic Literature und Journal of Development Economics.

## Auszeichnungen
2006 wurden Kaplan der Distinguished Alumnus Award vom Duke University Talent Identification Program sowie das TIAA-CREF Paul A. Samuelson Certificate for Excellent für seinen Artikel "Tying Odysseus to the Mast" verliehen. Auch gewann er den USAID Private Sector Development Impact Assessment-Wettbewerb für seinen Artikel "Expanding Credit Access". 2007 erhielt Kaplan den Presidential Early Career Award for Scientists and Engineers (PECASE), 2008 ein Fellowship der Alfred P. Sloan Foundation und 2011 den National Science Foundation CAREER Award. Schließlich wurde ihm 2012 von der Booth School of Business der University of Chicago der Public Service Distinguished Alumni Award für seine Tätigkeiten im Dienste der Öffentlichkeit verliehen.

### Bücher
- Appel, Jacob, Dean Karlan (2011): More Than Good Intentions: How a New Economics Is Helping to Solve Global Poverty, Penguin Dutton Press.

### Artikel
- Ashraf, Nava, Dean Karlan, Wesley Yin (2006): Tying Odysseus to the Mast: Evidence from a Commitment Savings Product in the Philippines, The Quarterly Journal of Economics, Vol. 121, Nr. 2, S. 673–697.
- Karlan, Dean, Jonathan Zinman (2010): Expanding Credit Access: Using Randomized Supply Decisions to Estimate the Impacts, Review of Financial Studies, Vol. 23, Nr. 1, S. 433–464.

## Quelle
- Curriculum Vitae von Dean Karlan auf der Website der Yale University (PDF-Datei; 60 kB)

| Personendaten    | Personendaten            |
| ---------------- | ------------------------ |
| NAME             | Karlan, Dean             |
| KURZBESCHREIBUNG | US-amerikanischer Ökonom |
| GEBURTSDATUM     | 20. Jahrhundert          |